# Deudorix neopommerana
Deudorix neopommerana är en fjärilsart som beskrevs av Ribbe 1899. Deudorix neopommerana ingår i släktet Deudorix och familjen juvelvingar. Inga underarter finns listade i Catalogue of Life.